# The Misadventures of P.B. Winterbottom
The Misadventures of P.B. Winterbottom — компьютерная игра в жанре головоломка. Игра была выпущена 17 февраля 2010 года в Xbox Live Arcade, на ПК — 20 апреля 2010 года, эксклюзивно через сервис цифровой дистрибуции Steam. Игровой прессой была отмечена уникальная игровая механика. Игру сравнивали с такими играми, как Portal и Braid.

## Геймплей
Главный герой игры — джентльмен по имени P.B. Winterbottom, который одержим поеданием пирогов. Играя за него, предлагается собирать все пироги на уровне. Количество пирогов, которые нужно собрать, зависит от уровня.
Также игрок может записать свои действия, и клон будет повторять их, пока игрок не нажмёт кнопку отмены. Максимальное количество создаваемых клонов также зависит от уровня. Клоны используются в качестве платформ, они могут собирать пироги, а также применяться в других действиях, связанных с решением головоломок.
Игра сделана в стиле немого кино. Главный герой за всю игру не произносит ни одного слова, а все диалоги показываются в загрузочных экранах между уровнями. Кроме этого, игра выполнена преимущественно в чёрно-белых тонах. Саундтрек игры состоит из композиций, исполненных на фортепиано и тубе.

## Реакция критиков
| Сводный рейтинг       | Сводный рейтинг       |
| Агрегатор             | Оценка                |
| --------------------- | --------------------- |
| GameRankings          | 85,33 %               |
| Metacritic            | 79 % (PC) 83 % (X360) |
| Иноязычные издания    |                       |
| Издание               | Оценка                |
| 1UP.com               | A+ (X360)             |
| Edge                  | 8/10 (X360)           |
| Eurogamer             | 8/10 (X360)           |
| GamePro               | 4,5/5 (X360)          |
| GameSpot              | 7,5 (PC, X360)        |
| IGN                   | 8,3/10(X360)          |
| PC Gamer (UK)         | 80 % (PC)             |
| Русскоязычные издания |                       |
| Издание               | Оценка                |
| Absolute Games        | 84 % (PC)             |
| «Игромания»           | 8,5 (PC)              |

Игра получила положительные отзывы критиков. Сайт Metacritic, на основании 50 рецензий, поставил версии игры для Xbox 360 83 балла из 100. PC-версия игры, на основе 12 рецензий, получила 79 баллов из 100.
Сайт 1UP.com дал игре наивысшую оценку — «A+». Сайт IGN похвалил игру и поставил ей оценку 8,3 из 10. Сайт Eurogamer оценил игру в 8 баллов из 10 и закончил рецензию словами «Если вы думали что Braid дал играм душу, то эта игра дала им индивидуальность».
Журнал «Игромания» оценил The Misadventures of P.B. Winterbottom на 8,5 баллов и отметил, что «эта игра прекрасна во всем сразу». Сайт AG.ru поставил оценку в 84 %, назвал игру «стильной и независимой комедией абсурда» и отметил, что «оригинальность и цена позволяют с чистой совестью закрыть глаза на корявый баланс и оптимизацию».

## Продажи
Летом 2018 года, благодаря уязвимости в защите Steam Web API, стало известно, что точное количество пользователей сервиса Steam, которые играли в игру хотя бы один раз, составляет 127 810 человек.